# Rörsångare
För familjen Acrocephalidae, se Rörsångare (familj)
Rörsångare (Acrocephalus scirpaceus) är en fågel som tillhör familjen rörsångare (Acrocephalidae) som tidigare ingick i familjen sångare. Den häckar i Europa, Afrika och tempererade Asien, så långt österut som Kazakstan, och övervintrar i Afrika söder om Sahara. I perioder har de afrikanska populationerna behandlats som den egna arten afrikansk rörsångare men numera blir detta allt ovanligare. Fåglarna i Europa och Asien är oftast långflyttare medan populationer i Afrika kan vara kortflyttare eller stannfåglar. Fågeln kategoriseras av IUCN som livskraftig (LC), men minskar i antal i Sverige.

## Utseende och läte

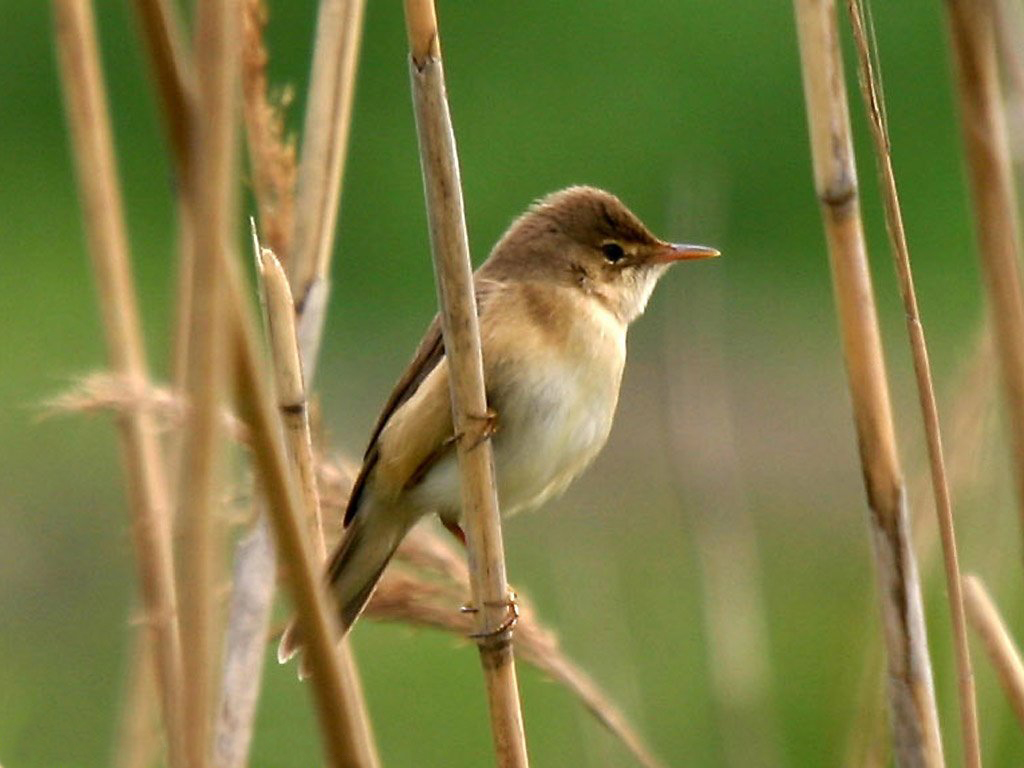

Rörsångaren mäter 12,5–14 cm lång och har ett vingspann på 17–21 cm. Vikten är ungefär 10-15 gram. Ovansidan är brun där ryggen ofta med svagt olivgrå ton medan övergumpen mer rostbrun. Undersidan är beigevit och strupen vitaktig. Den har flack panna, lång, smal och spetsig näbb och gråbruna ben. Könen är lika. Sången, som mest hörs i skymning och gryning, är ett långsamt tjattrande med inslag av visslingar och härmljud.

## Utbredning och systematik
Rörsångaren beskrevs 1804 av Johann Hermann som då placerade den i trastsläktet Turdus. Traditionellt har den omfattat populationer som häckar i Europa, allra nordligaste Afrika och österut i tempererade Asien, så långt österut som till Volga och gränsen mellan Kazakstan och Mongoliet. Studier indikerade att de kortflyttande populationen i Afrika skiljer sig avsevärt från de europeiska långflyttande populationerna. Det föranledde genetiska studier av hela komplexet rörsångare. vars resultat resulterade i att många auktoriteter delade upp rörsångaren och afrikansk rörsångare (Acrocephalus beaticus) i två arter.
Senare studier indikerar att skillnaderna i morfologi, läte och habitatval är mycket små, och att även de genetiska skillnaderna är relativt små. Exempelvis anses den afrikanska populationens mer rundade vinge bero på att de inte är långflyttare.
På grund av detta behandlar de flesta auktoriterer, inklusive BirdLife Sverige, rörsångaren och den afrikanska rörsångaren som en art som delas upp på följande sätt:
scirpaceus-gruppen
- nordlig rörsångare[10] Acrocephalus scirpaceus scirpaceus – häckar i Europa (förutom Iberiska halvön) österut till västra Turkiet och västra Ryssland; flyttar vintertid till Afrika söder om Sahara, från Senegal österut till Sudan, i syd åtminstone till Gabon och norra kanten av Kongobäckenet
- Acrocephalus scirpaceus fuscus – häckar från östra Medelhavet och Kaspiska havet till Kazakstan; flyttar vintertid till södra Afrika
- Acrocephalus scirpaceus avicenniae – stannfågel i mangroveskogar i kustnära Sudan, Eritrea, Somalia och utmed västra Arabiska halvön
- Acrocephalus scirpaceus ammon – stannfågel i försänkningar i Libyska öknen på gränsen mellan Libyen och Egypten (oaserna Qattara, Siwa, Sitra och Al-Jaghbub)

baeticatus-gruppen
- Acrocephalus scirpaceus ambiguus – häckar i nordvästra Afrika, från Marocko till Tunisien och på i sydvästra Europa på Iberiska halvön. Den marockanska populationen är delvis stannfåglar, men i övrigt är detta taxons vinterkvarter dåligt kända, men övervintrar i varje fall från Mauritanien och österut till Elfenbenskusten, och förmodligen även längre österut.
- Acrocephalus scirpaceus guiersi – häckar i norra Senegal.
- Acrocephalus scirpaceus cinnamomeus – häckar från Senegal och österut till södra Sudan, Etiopien och södra Somalien, och söderut till östra Demokratiska republiken Kongo, östra Zambia, Malawi och Mozambique.
- Acrocephalus scirpaceus hallae – häckar från sydvästra Angola och söderut till västra Botswana och västra Sydafrika.
- Acrocephalus scirpaceus suahelicus – häckar från Tanzanias kust och österut till östra Mozambique och  KwaZulu-Natal i nordöstra Sydafrika.
- Acrocephalus scirpaceus baeticatus – häckar från östra Botswana och Zimbabwe till södra och sydöstra Sydafrika.

### Förekomst i Sverige
I Sverige fanns den tidigare bara i Skåne men har från 1800-talets slut utbrett sig norrut. Idag häckar den i södra och mellersta Sverige och vidare norrut utefter Norrlandskusten. I Sverige är den en sommargäst och förekommer framförallt i landet från mitten av maj till månadsskiftet augusti/september.

### Familjetillhörighet
Tidigare fördes rörsångarna liksom ett mycket stort antal andra arter till familjen Sylviidae, tidigare kallad rätt och slätt sångare. Forskning har dock visat att denna gruppering är missvisande, eftersom då även välkända och mycket distinkta familjer som svalor, lärkor och stjärtmesar i så fall bör inkluderas. Rörsångaren med släktingar har därför brutits ut till familjen rörsångare (Acrocephalidae).

## Ekologi
Rörsångaren lever i tät bladvass och strandbuskar vid sjöar, dammar, våtmarker och åar. Rörsångaren klättrar och hoppar skickligt i vassen och livnär sig på insekter och deras larver, spindlar och blötdjur. Den blir könsmogen efter ett år. Den bygger sitt bo av gräs och vasstrån som oftast placeras skyddat mellan tre och fyra vasstrån ovanför vattnet. Honan lägger tre till fem ägg, som sedan ruvas omväxlande av båda föräldrarna i elva till 14 dagar. Ungfåglarna stannar sedan tio till 14 dagar i boet.

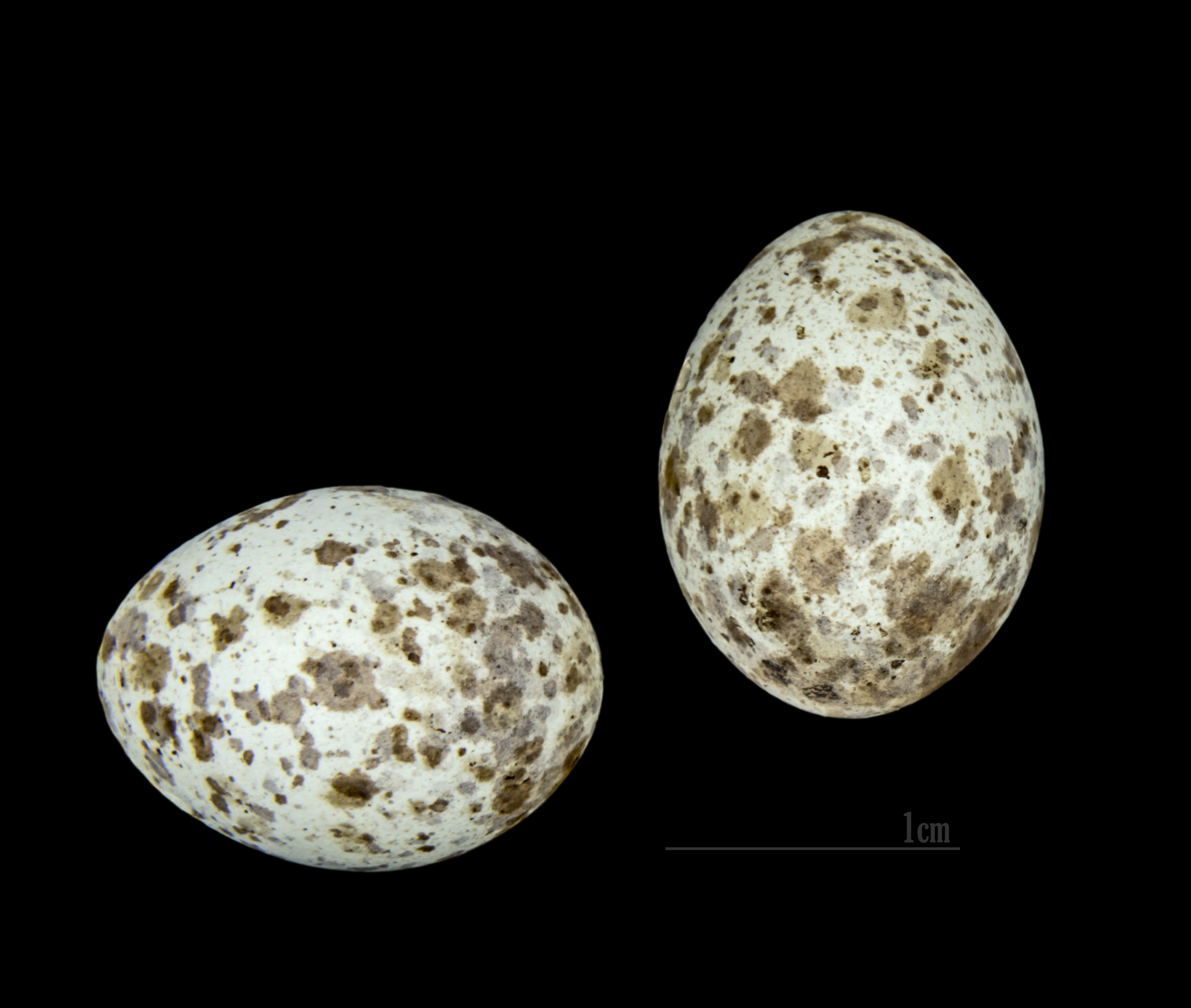
Ägg av rörsångare.

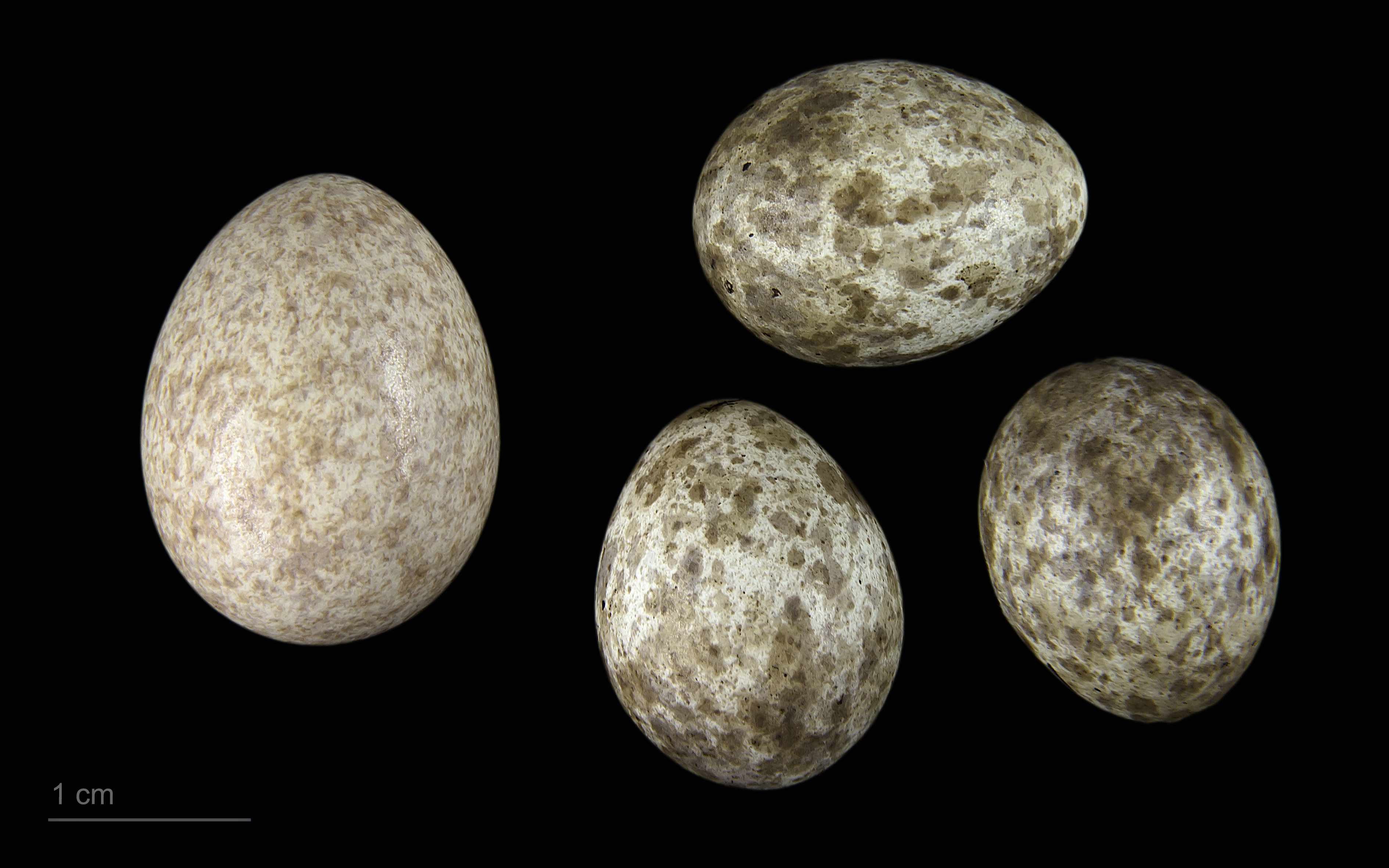
Ägg av gök (till vänster) och rörsångare.

Göken nyttjar ofta rörsångaren för att genom häckningsparasitism låta rörsångaren ruva och föda upp gökungen.

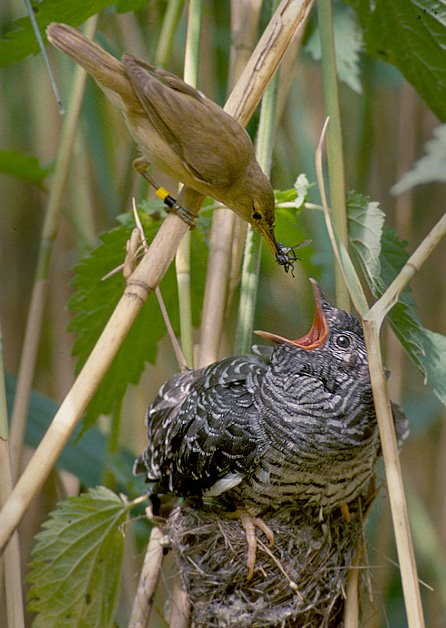
En gökunge som föds upp av en rörsångare.

## Rörsångaren och människan

### Status och hot
Rörsångaren har ett stort utbredningsområde och beståndet anses vara stabilt. Internationella naturvårdsunionen IUCN listar den därför som livskraftig (LC). Världspopulationen uppskattas till mellan 11,1 och 18,9 miljoner könsmogna individer.

#### Status i Sverige
I 2020 års upplaga av svenska Artdatabankens rödlista tas rörsångaren upp som nära hotad. De senaste tio åren tros den ha minskat med mer än 15 % i Sverige.

### Namn
Rörsångarens vetenskapliga artepitet scirpaceus härleds ur latinets scirpus som betyder säv eller kaveldun. Den har i Sverige förr även kallats "rörstig". I viss äldre litteratur blandas det vetenskapliga namnet för trastsångare, Acrocephalus arundinaceus ihop med det äldre vetenskapliga namnet för rörsångare, Acrocephalus arundinacea varför det ibland kan vara svårt att avgöra vilken art som avses.